# Atheta sodalis
Atheta sodalis är en skalbaggsart som först beskrevs av Wilhelm Ferdinand Erichson 1837.  Atheta sodalis ingår i släktet Atheta och familjen kortvingar. Arten är reproducerande i Sverige. Inga underarter finns listade i Catalogue of Life.